# Scorpions
Scorpions este o formație hard rock germană, formată în 1965. De la înființarea trupei, stilul ei muzical a variat de la hard rock la heavy metal, având influențe și de glam metal pe albumul Love at First Sting. Unicul membru constant al formației este chitaristul Rudolf Schenker, deși Klaus Meine a fost vocalistul principal pe toate albumele lor de studio. Formația e cunoscută pentru imnul rock al anilor 1980 "Rock You Like a Hurricane" și multe alte single-uri, ca "No One Like You", "Send Me an Angel", "Still Loving You", și "Wind of Change". Formația s-a clasat pe locul Nr. 46 în topul Greatest Artists of Hard Rock al VH1. De asemenea "Rock You Like a Hurricane" s-a poziționat pe locul Nr. 18 în lista 100 Greatest Hard Rock Songs al VH1.
Formația este una din cele mai bine-vândute din istorie, cu o cifră de vânzări de aproape 100 de milioane de înregistrări în întreaga lume.

## Succesul pe plan european (1965-1977)

### Începutul
Klaus Meine și Rudolf Schenker au fost impresionați de stilul Rock'n'Roll, exportat din SUA în Europa mai ales de Elvis Presley. Datorită unor familii cu dare de mână, Klaus Meine și Rudolf Schenker se găsesc în cluburile din Germania alături de formațiile lor încă din 1965. În 1965, Rudolf Schenker înființează la Hanovra (R.F.G.) trupa Scorpions. În anul 1970, Klaus Meine și fratele mai mare al lui Rudolf Schenker, Michael schimbă de la trupa Copernicus la Scorpions. În acel moment, Klaus Meine și Rudolf Schenker au pus bazele unei prietenii care s-a păstrat la fel de bine până astăzi.

### Primul album, "Lonesome Crow"
Pentru că încă de la început trupa Scorpions a vrut să se confrunte cu cele mai mari trupe rock, Klaus Meine scrie versurile melodiilor în limba engleză. Odată cu lansarea albumului în 1972, Scorpions cântă în deschiderea unor trupe ca Rory Gallagher, Uriah Heep sau UFO. Motorul trupei este de la început Rudolf Schenker, care din 1965 a avut obiectivul ca "odată și odată Scorpions va ajunge una din cele mai mari trupe rock din lume", obiectiv care avea să se îndeplinească doar câțiva ani mai târziu. Același obiectiv l-a avut mai apoi fiecare membru al trupei. Michael Schenker schimbă în 1973 la trupa UFO, înființând în 1976 MSG (Michael Schenker Group). Locul său este luat imediat de Ulrich Roth.

### "Fly To The Rainbow"
În 1973, trupa Scorpions pleacă în primul lor turneu european, împreună cu trupa Sweet. Albumul "Fly To The Rainbow", lansat în 1974, conține melodii Hard-Rock , cea mai cunoscută fiind "Speedy's Coming". Începând din 1974, Scorpions concertează frecvent în alte state europene cum ar fi Franța, Spania sau Țările Benelux. Acest album este văzut de mulți fani drept primul album datorită melodiilor rock, melodii absente pe "Lonesome Crow". Alte melodii importante de pe "Fly To The Rainbow": Fly To The Rainbow, This Is My Song și They Need A Million.

### "In Trance"
Începând cu al treilea album, "In Trance", apărut în 1975, Scorpions lucrează cu prdoucătorul de renume internațional Dieter Dierks. În același an Scorpions organizează un turneu prin Europa împreună cu trupa Kiss, ca Headlineri. Încă de la primul lor turneu prin Marea Britanie Scorpions concertează în legendarul Cavern Club din Liverpool, fiind astfel recunoscuți de către rockerii din Marea Britanie. Punctul culminant al concertelor din Marea Britanie îl constituie concertele din legendarul club londonez Marquee. 
Melodii importante de pe "In Trance": In Trance, Top Of The Bill și Life's Like A River.

### "Virgin Killer" și "Taken By Force"
Al 4-lea album, "Virgin Killer" lansat în 1976 primește în Germania premiul de "cel mai bun album" iar în Japonia a primit Discul de Aur. Alte melodii importante de pe "Virgin Killer": Pictured Life, Hell Cat și Catch Your Train. Aceeași soartă ca albumul care l-a precedat o are și albumul  "Taken By Force" apărut în 1977. Începând cu acest album, Scorpions au schimbat bateristul, locul lui Rudy Lenners fiind luat de Herman Rarebell. Cu un an înainte Scorpions au schimbat și basistul, Francis Buchholz intrând în trupă. Melodii importante de pe "Taken By Force": We'll Burn The Sky; Suspender Love și Steamrock Fever.

## Succesul pe plan internațional (1978-1992)

### "Tokyo Tapes"
După ce Scorpions au cucerit, rând pe rând, țări din Europa Occidentală , în 1978  și-au făcut debutul în afara Europei. În aprilie 1978, Scorpions organizează un turneu în Japonia, în urma nenumăratelor cereri primite din partea fanilor din Țara-Soarelui-Răsare. Aici Scorpions au simțit pentru prima dată cum este să fii star. Deși avionul a aterizat în jurul orei 12 noaptea pe aeorportul din Tokyo, 1000 de fani așteptau cu nerăbdare să le smulgă un autograf. Tot aici, Scorpions scot un album live cu melodii din concerte. Albumul Tokyo Tapes este și astăzi unul dintre cele mai de succes "Insider-Tips" din istoria muzicii rock. La întoarcerea în Germania, mai mulți fani americani le-au scris întrebându-i dacă au ceva împotriva SUA, deoarece cântă peste tot în lume doar în SUA, nu.

### "Lovedrive" și "Animal Magnetism"
La întoarcerea din Japonia Ulrich Roth părăsește trupa, însă locul său este luat de chitaristul de care Scorpions avea nevoie: un puști de 23 de ani din Hanovra, Matthias Jabs. Astfel, Scorpions a ajuns la cea mai bună componență pe care a avut-o vreodată: Klaus Meine - vocalist, Rudolf Schenker - chitară ritmică, Matthias Jabs - chitară solo, Francis Buchholz - chitară bas și Herman Rarebell - baterii.  În 1979, respectând cererea fanilor,  Scorpions au intrat ca openeri in SUA, pentru trupe ca: Aerosmith, Ted Nudgent sau AC/DC. Prima dată când au concertat în SUA, a fost la festivalul de la Cleveland unde erau programați să cânte 30 de minute, însă recitalul s-a prelungit. Astfel, se anunța un viitor strălucit pentru Scorpions în State, cu prilejul lansării următoarelor albume. Melodii importante de pe "Lovedrive": Holiday (una din cele mai frumoase balade), Always Somewhere și monumentala piesă instrumentală Coast To Coast. Următorul album, Animal Magnetism, lansat în 1980, urmărea instalarea Scorpions ca Headlineri în Statele Unite, dar, în timpul înregistrărilor, solistul Klaus Meine "și-a peirdut vocea"; aceasta a fost cea mai neagră oră din istoria de peste 40 de ani a trupei. Cu toate acestea, cu ajutorul unui ORL-ist de la Orchestra din Viena, Klaus Meine își recapată vocea, făcând astfel posibilă lansarea albumului. Melodii importante de pe "Animal Magnetsim": The Zoo, Make It Real și Animal Magnestism.

### "Blackout" și primul turneu din SUA ca Headlineri
După ce startul în SUA ca Headlineri a fost anulat și Scorpions și-au dat seama că au nevoie de melodii mai heavy, în 1982, trupa lansează albumul "Blackout". Știind prin ce a trecut Klaus Meine, presa de specialitate din SUA și-a pus întrebarea ce fel de corzi vocale are acum Klaus Meine. Acest album este unul al contrastelor cu melodii Heavy Metal cum ar fi Blackout, Dynamite,China White sau No One Like You precum și cu balade ca When The Smoke Is Going Down. La lansarea albumui în SUA, fanii au cerut organizarea unui turneu în State. Scorpions s-au conformat și între aprilie 1982 și ianuarie 1983 au concertat de-a lungul și de-a latul SUA. Concertele din SUA au culminat cu prezența ca Headlineri la U.S. Festival din San Bernardino, California în iulie 1983. Melodii ca Blackout su Dynamite se aud în fiecare magazin de muzică din Statele Unite. Scorpions nu au concertat ca Headlineri la concerte mari doar în SUA ci au fost Headlineri la concetul Super Rock Japan-Tokyo 1984. Au urmat concertele din Madison Square Garden din New York.

### "Love At First Sting"
Cele trei concerte din datele 20, 21 și 23 mai au avut loc cu casa închisă și tot aici s-a lansat al 10-lea album al trupei, inititulat "Love At First Sting", titlul fiind o modificare a expresiei Love at First Sight (dragoste la prima vedere). Sting(înțepătură) vine de la înțepătura scorpionului. Albumul Love At First Sting se dovedește a fi mai de succes ca cel care l-a precedat; Scorpions pleacă într-un turneu care va dura 2 ani; Concertând din nou în SUA, punctul culminant al concertelor din America de Sud îl constituie prezența în calitate de Headlineri la prima ediție al celui mai mare concert rock din istorie: Rock in Rio '85. La finalul concertului, trupa nu mai cântă Rock You Like A Hurricane ci vine cu o surpirză: o melodie nemaicântată până atunci, Still Loving You, îi face pe cei 500.000 de oameni de pe plaja Copacabana din Rio de Janeiro să aplaude și timp de 10 minute să strige "Scorpions". Scorpions concertează mai departe prin lume, iar în 26 august 1986 ei devin prima trupă hard-rock/heavy metal care concertează în blocul comunist, la Budapesta. Melodii renumite de pe "Love At First Sting": Bad Boys Running Wild, Rock You Like A Hurricane, Big City Nights, Coming Home și balada care în 1985 a devenit imnul rock al lumii, Still Loving You.

### "Savage Amusement" și concertele din URSS
După ce au cucerit SUA la mijlocul anilor '80, pentru Scorpions a apărut o nouă provocare: concertele de dincolo de Cortina de Fier. Cu toate că în 1986 au concertat în Ungaria, și au încercat de nenumărate ori să susțină concerte în Germania Democrată (R.D.G.) autoritățile de la Berlin nu au dat voie trupei să cânte în RDG. A venit însă o propunere din partea URSS: Scorpions să concerteze în martie 1988 de cinci ori la Leningrad (Sankt Petersburg) și de cinci ori la Moscova. Scorpions nu au stat mult pe gânduri, dar înainte de plecarea în URSS, concertele de la Moscova s-au anulat pe motivul unei răscoale a rockerilor sovietici de 1 mai. Cu toate acestea, Scorpions au mers în Uniunea Sovietică și au ținut 10 concerte la Leningrad. Cele 600.000 de bilete la cele 10 concerte s-au epuizat în câteva ore, iar pe 17 aprilie 1988 ei devin prima trupă hard-rock/heavy metal care a concertat în Uniunea Sovietică; la concerte au mers chiar și fani din Siberia, iar după ce concertele de la Leningrad au decurs fără cusur, autoritățile sovietice dau undă verde oraganizării un an mai târziu (1989) festivalului "Moscow Music Peace Festival". Ca un OZN de pe altă planetă, aterizează în august '89 Scorpions și alte trupe rock la Moscova; 260.000 de fani sovietici își trăiesc Woodstock-ul în august 1989 pe parcursul Moscow Music Peace Festival. La întoarcerea în Hanovra, solistul Klaus Meine compune melodia "Wind of Change", smash-hitul Scorpions, care alături de Still Loving You este cea mai cunoscută piesă a lor. Klaus Meine spunea: "în septembrie am venit acasă, în octombrie a apărut Wind of Change, iar în noiembrie a căzut zidul Berlinului. Mulți au crezut că Wind of Change a apărut după căderea zidului, dar a apărut înainte.

### "Crazy World", și despărțirea de Buchholz
După despărțirea de producătorul Dieter Dierks în 1989, Scorpions au dorit să producă singuri un album. Nimeni însă nu se aștepta la un așa mare succes. În aprilie 1990, Scorpions lansează albumul "Crazy World", album care conținea și imnul căderii comunismului, Wind of Change. Scorpions încep turneul care va dura 2 ani. În 1991, Scorpions lansează versiuni în limbile rusă și spaniolă, facându-se iubiți de fanii din America de Sud, dar mai mare succes a avut versiunea în limba rusă; Scorpions câștigă un "fan" important: ultimul președinte al URSS, Mihail Gorbaciov. În 1991, Scorpions sunt invitați la o discuție cu Mihail Gorbaciov în Kremlin, acesta fiind apogeul carierei lor. După un turneu la finele căruia au câștigat un nou Disc de Platină și au vândut peste 25 de milioane de albume, basistul care i-a însoțit pe Scorpions timp de 18 ani, Francis Buchholz, se retrage din trupă. Melodii renumite de pe "Crazy World": Wind of Change, Tease Me Please Me, Send Me An Angel (baladă acustică), Kicks After Six, Hit Between The Eyes și Lust or Love.

## Istoria recentă (1993-prezent)

### "Face The Heat", intrarea lui Ralph Rieckermann în trupă și despărțirea de Herman Rarebell
După ce s-au despărțit de Francis Buchholz, Scorpions au căutat un basist, iar la recomandarea lui Herman Rarebell l-au luat în trupă pe germanul Ralph Rieckermann. După Crazy World Tour, Scorpions scot primul album în altă componență decât aceea care i-a făcut cunoscuți în toată lumea. A urmat un tur care a durat un an, mai bine zis o prelungire a Crazy World Tour (1990-1992) iar cel mai important concert la care au concertat a fost cel de la Mexico City, unde pe stadionul Azteca au cântat în fața a 85.000 de oameni. Pe data de 21 septembrie 1993 Scorps concerteaza la București pe stadionul Dinamo. După ce turneul s-a încheiat și după ce Scorpions au scos albumul "Live Bites" cu melodii din diferite concerte, Herman Rarebell lasă bateriile pentru a deschide o casă de înregistrări la Monte Carlo, Monaco. Herman Rarebell locuiește din 2003 la München și este la fel de bun prieten cu Scorpions ca înainte. Melodii consacrate de pe "Face The Heat": Under The Same Sun, No Pain No Gain, Someone To Touch și Nightmare Avenue.

### "Pure Instinct" și intrarea lui James Kottak în trupă
După ce Herman Rarebell a părăsit trupa, primul membru al trupei din afara Germaniei intră în trupă: americanul James Kottak. James Kottak este responsabil cu buna-dispoziție în trupă, conform spuselor lui Klaus Meine. James Kottak a susținut primul său concert în Germania, la Bremershaven la doar 3 săptămâni după ce a intrat în trupă, însă totul a fost O.K. Albumul Pure Instinct este presărat cu balade care mai de care mai frumoase, dar include mai multe hit-uri rock, cel mai cunoscut este "But The Best For You". Melodii cunsocute de pe "Pure Instinct": Wild Child, Does Anyone Know, Soul Behind The Face și You And I.

### "Moment Of Glory" și concertele alături de Berliner Philarmoniker și "Acoustica"
Din anul 1995, cea mai cunoscută orchestră din lume, Filarmonica din Berlin, a căutat o trupă rock alături de care să organizeze un Crossing-Over între muzică de orchestră și melodii ale unei trupe hard rock. Acea trupă pe care o căutau s-a dovedit a fi Scorpions. Scorpions au acceptat imediat acest angajament iar la finalul EXPO 2000 din orașul natal al Scorpions, Hanovra, Scorpions și Berliner Philarmoniker au organizat două concerte, care au avut loc cu casa închisă. Melodiile cântate au fost toate melodii Scorpions, iar muzica pentru orchestră a fost scrisă de către compozitorul austriac, Christian Kolonovits.
Alături de Christian Kolonovits și de alți prieteni ai "scorpionilor", printre care românca Ariana Arcu, Scorpions au susținut concerte unplugged în mănăstirea Convento do Beato din Lisabona, Portugalia.

### "Unbreakable" și "Humanity: Hour 1"
După ce în 2002 au organizat World Living Tour și după ce au reușit să concerteze în Piața Roșie din Moscova, Scorpions au schimbat din nou basistul; în locul lui Ralph Rieckermann a venit polonezul Paweł Mąciwoda. Astfel, Scorpions au ajuns la componența lor actuală: Klaus Meine (vocale), Rudolf Schenker (chitară ritmică), Matthias Jabs (chitară solo), James Kottak (baterii) și Paweł Mąciwoda (chitară bas). Odată cu lansarea albumului Unbreakable din anul 2004, fanii Scorpions au adus trupa din nou pe primul loc în topuri, deoarece Scorpions nu au mai scos un album "pure rock" din 1993. Astfel, Scorpions înșiși s-au declarat Unbreakable. Un alt punct de referință în istoria trupei a fost prezența ca Headlineri la cel mai mare festival rock al lumii: Wacken Open Air din 2006. Melodii celebre de pe "Unbreakable":Deep And Dark, Love 'Em Or Leave 'Em, New Generation, Blood Too Hot și Through My Eyes.
După un tur prin lume care a durat 2 ani, Scorpions au lansat în 2007 penultimul album al trupei: "Humanity: Hour 1". Scorpions au început Humanity Tour în iunie 2007 în SUA, iar pe parcursul turului care a durat 2 ani și jumătate, au concertat pe data de 10 noiembrie 2007 și în Capitala Culturală Europeană de la acea vreme, la Sibiu iar pe 23 octombrie 2008 au concertat la Craiova. În aprilie 2008, Scorpions au organizat un nou tur prin Rusia, tur care a continuat în Spania, Polonia, Finlanda, SUA, Brazilia, Turcia, Franța și în Țările Baltice. Turul s-a încheiat în noiembrie 2009 cu concertul acustic de la Estoril, Portugalia. Chitarsitul de la Scorpions, Rudolf Schenker spunea înaintea începerii turului: "Având în vedere că turul va începe la Los Angeles, locul unde a început și Crazy World Tour, sperăm să avem același succes și cu Humanity Tour." . Melodii importante de pe "Humanity: Hour 1":Hour 1, Humanity, 321, The Game Of Life și The Future Never Dies.

### "Sting in the Tail" și ultimul turneu
Încă de la începutul anului 2009, trupa Scorpions anunțase oficial că dorește să scoată pe piață un nou album. Acest fapt fiind imposibil în anul 2009, din cauza programului încărcat al trupei, la începutul anului 2010 fanii au primit o veste bună și una rea. Vestea bună a fost că un nou album, "Sting in the Tail" va fi lansat în luna martie, dar în același timp, fanii au primit o veste cutremurătoare: acesta avea să fie ultimul album lansat de trupă, membrii trupei hotărând că a venit vremea să pună punct unei cariere care va dura aproape 50 de ani. Totuși, membrii trupei au promis fanilor că vor susține un turneu ce va dura cel puțin 3 ani (acest fapt nu s-a mai întâmplat din 1984) și că vor concerta în cât mai multe țări cu putință. Ultimul turneu al Scorpions a început pe 15 martie 2010 la Praga, iar de-a lungul anului 2010 trupa va susține un turneu în Germania (Leipzig, München, Frankfurt, Berlin, Zwickau, Hannover și Stuttgart, va continua cu o serie de 3 concerte în Franța (Paris, Liévin și Strasbourg), 3 concerte în Grecia (Ioannia, Thessaloniki și Patras) iar începând din luna iunie până în octombrie, vor susține un turneu în State.
Albumul "Sting in the Tail" conține, la fel ca și precedentele, atât melodii hard-rock ("Sting in the Tail", "Raised on Rock", "Turn You On"), cât și balade ("Sly", "Lorelei" sau "The Good Die Young").

## Membri

### Klaus Meine
Klaus Meine este solistul trupei Scorpions încă din anul 1969. El s-a născut pe data de 25 mai 1948 în orașul german Hanovra. Klaus cântărește 68 de kg și are înălțimea de 168 cm(1,68 m). Are ochi albaștri, și are păr șaten; din 1979 este căsătorit cu Gabriela Meine cu care are împreună un fiu pe nume Christian, născut în 1981. Printre mâncărurile sale preferate se află bucatele italiene și cele chinezești, dar nu are preferințe când merge cu trupa în turneu. Preferă mașinile germane, iar preferata sa este Mercedes 500 SL; sporturile sale preferate sunt tenisul și fotbalul european; culorile sale preferate sunt roșu, negru și albastru; îi place foarte mult să citească biografii. Filmele sale preferate sunt Rain Man și Forrest Gump, iar actorii săi preferați sunt Tom Hanks și Dustin Hoffman. Locațiile unde ar vrea să locuiască: Berlin, Los Angeles, Paris, New York. Urăște intoleranța și orice nouă provocare, muzica și oamenii creativi îl motivează. Își petrece timpul liber împreună cu familia și cu prietenii, iar din 1995 face frecvent donații la UNICEF.

### Rudolf Schenker
Rudolf Schenker, Rudi cum este alintat de prieteni, este fondatorul și chitaristul Scorpions încă din anul 1965. Are terminat Conservatoriul din Köln în anul 1967. Rudolf s-a născut pe 31 august 1948 în orașul din apropierea Hanovrei, Empelde. Rudi cântărește 74 de kg și are 1.84 m înălțime; are un fiu pe nume Marcel și îi place foarte mult filozofia indiană în special yoga. La fel ca și lui Klaus, lui Rudolf îi plac foarte mult mașinile germane, iar preferata sa rămâne Mercedes. Culorile sale preferate sunt negru și albastru, iar printre lecturile sale preferate se numără cărțile "Autobiografia unui yoghin" și "Alchimistul". Filmele sale preferate sunt Pulp Fiction si Money Pit. Actorii lui preferați sunt Tom Hanks, Bruce Willis și John Travolta. Destinațiile sale preferate sunt Paris, Londra, New York, Buenos Aires. Rudolf a lucrat în tinerețea sa  ca electrician  și ca fotograf pentru o revistă de tineret din Hanovra. Muzica, un lucru care îl motivează, a rămas însă preferata sa.

### Matthias Jabs
Matthias Jabs s-a născut pe 25 octombrie 1955 la Hanovra, iar din iunie 1978 este chitarist solo la Scorpions. Matthias cântărește 68 de kg și are 1.79 metri înălțime. Are ochi albaștri și părul șaten, și este tatăl lui Nicolas Jabs, născut în 1984. Mâncărurile sale preferate sunt cele italienești iar mașinile lui preferate sunt cele germane, în special Mercedes și Porsche. Sporturile sale preferate sunt tenisul și fotbalul european; culorile sale preferate sunt roșu aprins, argintiu și negru. Preferă cărțile istorice, dar și Biblia; filmul său preferat este Odyssey 2001, iar actorul său preferat este Dustin Hoffman. De-a lungul carierei sale muzicale, Matthias Jabs a mai cântat și la trupele Lady și Fargo. Creativitatea și muzica îl motivează.

### James Kottak
James Kottak este din noiembrie 1996 bateristul Scorpions. James s-a născut pe 26 decembrie 1962 la Los Angeles, dar din 1997 este stabilit împreună cu Scorpions la Hanovra. Are 1.80 metri înălțime și cântărește 72 de kg. Are păr blond și ochi albaștri. Este căsătorit cu Athena, cu care are împreună trei copii: Tori, Miles și Matthew. James este vegetarian, iar mâncarea sa preferată o reprezintă legumele cu orez. Mașina sa preferată este Ford Expedition și în timpul liber lucrează la sală sau exersează la baterii. Culorile sale preferate sunt negru și albastru. Îi place să citească ghidul TV. De-a lungul carierei sale, James Kottak a mai cântat în trupa Krunk. Truepele sale rock preferate sunt AC/DC și Aerosmith.

### Pawel Maciwoda
Pawel Maciwoda este din iulie 2004 noul basist Scorpions. Pawel s-a născut pe 20 februarie 1967 în orașul polonez Cracovia. Cântărește 70 de kg și are 1.75 m înălțime; ochi caprui și este brunet. Pawel preferă literatura S.F. și preferă să discute despre budism. Mâncarea italiană este favorita sa, dar nici bucatele orientale (în special cele thailandeze) nu lipsesc din meniul său. Îi plac foarte mult mașinile de tip Corvette, iar culorile sale sunt cele ale curcubeului. Cărțile sale preferate sunt "The Hermit" de T. Lobsang Rampa și "Flamanzii" de Arturo Perez-Reverte. Nu are vreun film preferat, dar actorii săi preferați sunt Monica Belluci, Benicio del Toro, Jack Nicholson și Johnny Depp. Prin faptul că țara sa a avut de suferit din cauza războaielor, Pawel urăște războiul și agresivitatea. De-a lungul carierei sale Maciwoda a mai cântat în trupe ca TSA sau Section 31.

### Membrii actuali
- Rudolf Schenker — chitară, chitară ritmică, back vocal, lead vocal în "They Need a Million", "Hey You" și "Love is the Answer" (1965–prezent)
- Klaus Meine — lead vocal, chitare (1970–prezent)
- Matthias Jabs — chitară, chitară ritmică, back vocal (1978, 1979–prezent)
- James Kottak — baterie, back vocal (1996–prezent)
- Paweł Mąciwoda — chitară bas, back vocal (2004–prezent)

### Foști membri
- Lothar Heimberg — chitară bas, back vocal (1965–1973)
- Wolfgang Dziony — baterie, percuție, back vocal (1965–1973)
- Karl-Heinz Vollmer – chitară, chitară ritmică, back vocal (1965–1970)
- Michael Schenker — chitară, chitară ritmică, back vocal (1970–1973, 1978–1979)
- Francis Buchholz — chitară bas, back vocal (1973–1983, 1984–1992)
- Uli Jon Roth — chitară, chitară ritmică, back vocal, lead vocal în "Drifting Sun", "Fly to the Rainbow", "Dark Lady", "Sun in My Hand", "Hell Cat", "Polar Nights" (1973–1978)
- Jürgen Rosenthal — baterie, percuție, back vocal (1973–1975)
- Achim Kirschning — clape (1973–1974)
- Rudy Lenners — baterie, percuție (1975–1977)
- Joe Wyman - baterie, percuție (1977)
- Herman Rarebell — baterie, percuție, back vocal (1977–1983, 1984–1995)
- Ralph Rieckermann — chitară bas, back vocal (1993–2000, 2000–2003)
- Curt Cress — baterie, percuție (1996)
- Ken Taylor — chitară bas, back vocal (2000)
- Ingo Powitzer — chitară bas, back vocal (2004)

### Manager
- Leber/Krebs (Management 1979-1980)
- Doc Mc Ghee (Management 80/90)
- Peter F. Amend (Lawyer, Booker and Manager 1991–prezent)
- Stewart Young (1995–present)
- Tom Consolo (Front Line Management;Frontline Management Group, Azoffmusic Management; North-America, 2011)
- Steve Martin (The Agency Group, 2012)

## Discografie

### Albume
- Lonesome Crow (1972)
- Fly To The Rainbow (1974)
- In Trance (1975)
- Virgin Killer (1976)
- Taken By Force (1977)
- Tokyo Tapes (live) (1978)
- Love Drive (1979)
- Animal Magnetism (1980)
- Blackout (1982)
- Love At First Sting (1984)
- World Wide Live (live) (1985)
- Savage Amusement (1988)
- Crazy World (1990)
- Face The Heat (1993)
- Live Bites (live) (1995)
- Pure Instinct (1996)
- Eye To Eye (1999)
- Moment Of Glory (live) (2000)
- Acoustica (live) (2001)
- Unbreakable (2004)
- Humanity: Hour 1 (2007)
- Sting In The Tail (2010)
- Comeblack (2011)
- Return to Forever (2015)
- Rock Believer (2022)

### Compilații
- Hot & Slow
- Essential
- Gold
- Hot & Hard
- Master Series
- Hot & Heavy
- Selection
- Hurricane Rock
- Still Loving You
- Hot & Slow
- Born To Touch Your Feelings
- Gold Ballads
- Best Of Vol. 1 & 2
- Pictured Life
- Big City Nights
- Wind Of Change (Japan)
- Deadly Sting
- Classic Bites -
- Deadly Sting The Mercury Years
- Millenium Edition
- Best
- Best Of Rockers N Ballads
- Bad For Good: The Very Best Of Scorpions
- Box Of Scorpions
- The Platinum Collection

### Albume Single
- In Trance (1975)
- He's A Woman, She's A Man (1979)
- All Night Long (1979)
- Lovedrive (1979)
- Is There Anybody There (1979)
- Another Peace Of Meat (1979)
- Make It Real (1980)
- The Zoo (1980)
- Hey You (1980)
- Can't Live Without You (1982)
- Now (1982)
- No One Like You (1982)
- Still Loving You (1984)
- Big City Nights (1984)
- Rock You Like A Hurricane (1984)
- Coming Home (1984)
- Rhythm Of Love (1988)
- Believe In Love (1988)
- Passion Rules The Game (1988)
- Can't Explain (1989)
- Living For Tomorrow (1989)
- Wind Of Change (1990)
- Wind Of Change Russian Version (1990)
- Send Me An Angel (1990)
- Hit Between The Eyes (1990)
- Tease Me Please Me (1990)
- Don't Believe Her (1990)
- White Dove (1992)
- Alien Nation (1993)
- No Pain No Gain (1993)
- Under The Same Sun (1993)
- Woman (1993)
- You & I (1996)
- Does Anyone Know (1996)
- Wild Child (1996)
- Where The River Flows (1996)
- Over The Top (1997)
- Edge Of Time (1997)
- When You Came Into My Life (1997)
- To Be Number One (1999)
- Ten Light Years Away (1999)
- Eye To Eye (1999)
- Mysterious (1999)
- Aleyah (1999)
- Moment Of Glory (2000)
- Hurricane 2000 (2000)
- Here In My Heart (2000)
- When Love Kills Love (2001)
- Miracle (2004)

### DVD/Video
- First Sting (1984)
- World Wide Live (1985)
- To Russia With Love (1988)
- Moscow Music Peace Festival (1990)
- Crazy World Tour Live ... Berlin (1991)
- Moment Of Glory Live (2000)
- Lisabona-Acoustica (2001)
- One Night In Vienna (2004)
- A Night to Remember, A Journey Through Time (2007)
- Amazonia - Live In The Jungle (2009)

## Poziționări în topuri
| Anul | Albumul             | Poziții în topuri |
| 1974 | Fly To The Rainbow  | : loc 83 |
| 1976 | Virgin Killer       | : loc 32 |
| 1978 | Tokyo Tapes         | : loc 35; : loc 42; : loc 51 |
| 1979 | Lovedrive           | : loc 11; : loc 32; : loc 36; : loc 55; : loc 70                                                                                                 |
| 1980 | Animal Magnestism   | : loc 12; : loc 23; : loc 37; : loc 52 |
| 1982 | Blackout            | : loc 10; : loc 11; : loc 12; : loc 47 |
| 1984 | Love At First Sting | : loc 6; : loc 9; : loc 10; : loc 17; : loc 19; : loc 25; : loc 30; : loc 48                                                                     |
| 1985 | World Wide Live     | : loc 4; : loc 9; : loc 14; : loc 18; : loc 28; : loc 31; : loc 43                                                                               |
| 1988 | Savage Amusement    | : loc 2; : loc 4; : loc 5; : loc 12; : loc 17; : loc 18; : loc 32                                                                                |
| 1990 | Crazy World         | : loc 1; : loc 3; : loc 4; : loc 5; : loc 6; : loc 12; : loc 21; : loc 27; : loc 39; : loc 46                                                    |
| 1993 | Face The Heat       | : loc 4; : loc 9; : loc 12; : loc 15; : loc 21; : loc 22; : loc 24; : loc 29; : loc 40; : loc 51                                                 |
| 1995 | Live Bites          | : loc 66; : loc 73 |
| 1996 | Pure Instinct       | : loc 8; : loc 10; ; loc 11; : loc 20; : loc 28; : loc 38; : loc 99                                                                              |
| 1999 | Eye To Eye          | : loc 6; : loc 37; : loc 49; : loc 50; : loc 84                                                                                                  |
| 2000 | Moment Of Glory     | : loc 1; ; loc 3; : loc 48; : loc 70; : loc 100                                                                                                  |
| 2001 | Acoustica           | : loc 1; : loc 5; : loc 13; : loc 35; : loc 46                                                                                                   |
| 2004 | Unbreakable         | : loc 1; : loc 2; : loc 4; : loc 10; : loc 14; : loc 15; : loc 19; : loc 30; : loc 41; : loc 42; : loc 62; : loc 74                              |
| 2007 | Humanity Hour 1     | : loc 1; : loc 5; : loc 8; : loc 9; : loc 16; : loc 27; : loc 29; : loc 40; : loc 41; : loc 47; : loc 49; : loc 59; : loc 63; : loc 91; : loc 97 |